# Стерджон (річка, Альберта)
Річка Стерджон має протяжність 260 км, розташована в центральній частині Альберти. Це велика притока річки Північний Саскачеван. Річка перетинає графство Стерджон, яке було названо на честь цієї річки. На більшій частині своєї довжини Стерджон є найбільшою північно-західною річкою в басейні Гудзонової затоки, оскільки річка протікає поблизу Арктичного вододілу та паралельно йому.

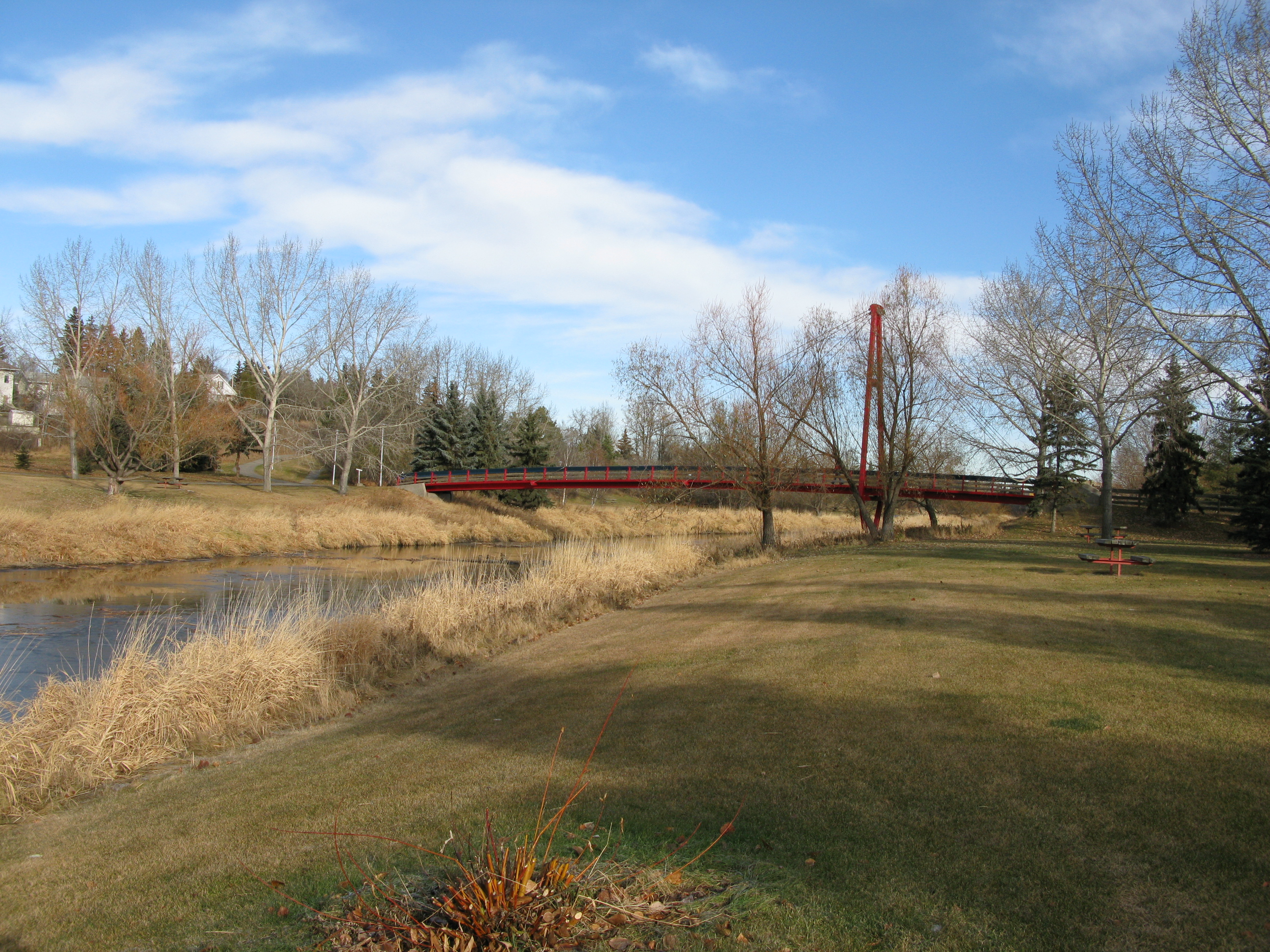
Річка Стерджон в Сент-Альберті

На станції Вільнев річка Стерджон має витрату від 0,4 до 3 м3/с.
У річці водяться такі види риб: судак, щука, окунь, минь, золотуха, осетер, сиг.

## Напрямок
Річка Стерджон бере початок близько 90 км на захід від Едмонтона, на захід від озера Айл. Вона тече на схід у напрямку до Едмонтона і близько 15 км на північний захід від Едмонтона (біля Сент-Альберта) повертає на північний схід після входу в велике озеро. Біля 38 км на північний схід від Едмонтона (біля Гіббонса) повертає на південний схід. Вона впадає в річку Північний Саскачеван приблизно в 35 кіорметрах на північний схід від Едмонтона і приблизно за 8 км на північний схід від форту Саскачеван .

## Притоки
- Rivière Qui Barre
- Атім Крік
- Літл-Егг-Крік

Численні озера знаходяться у верхній частині вододілу, включаючи Озеро Айл, Озеро Сент. Енн, Березове озеро, Піщане озеро, Озеро Дедмен, Озеро Матчайо, Озеро Гладу, Озеро Атім і Велике Озеро .